# Det Nordenfjeldske Dampskibsselskab

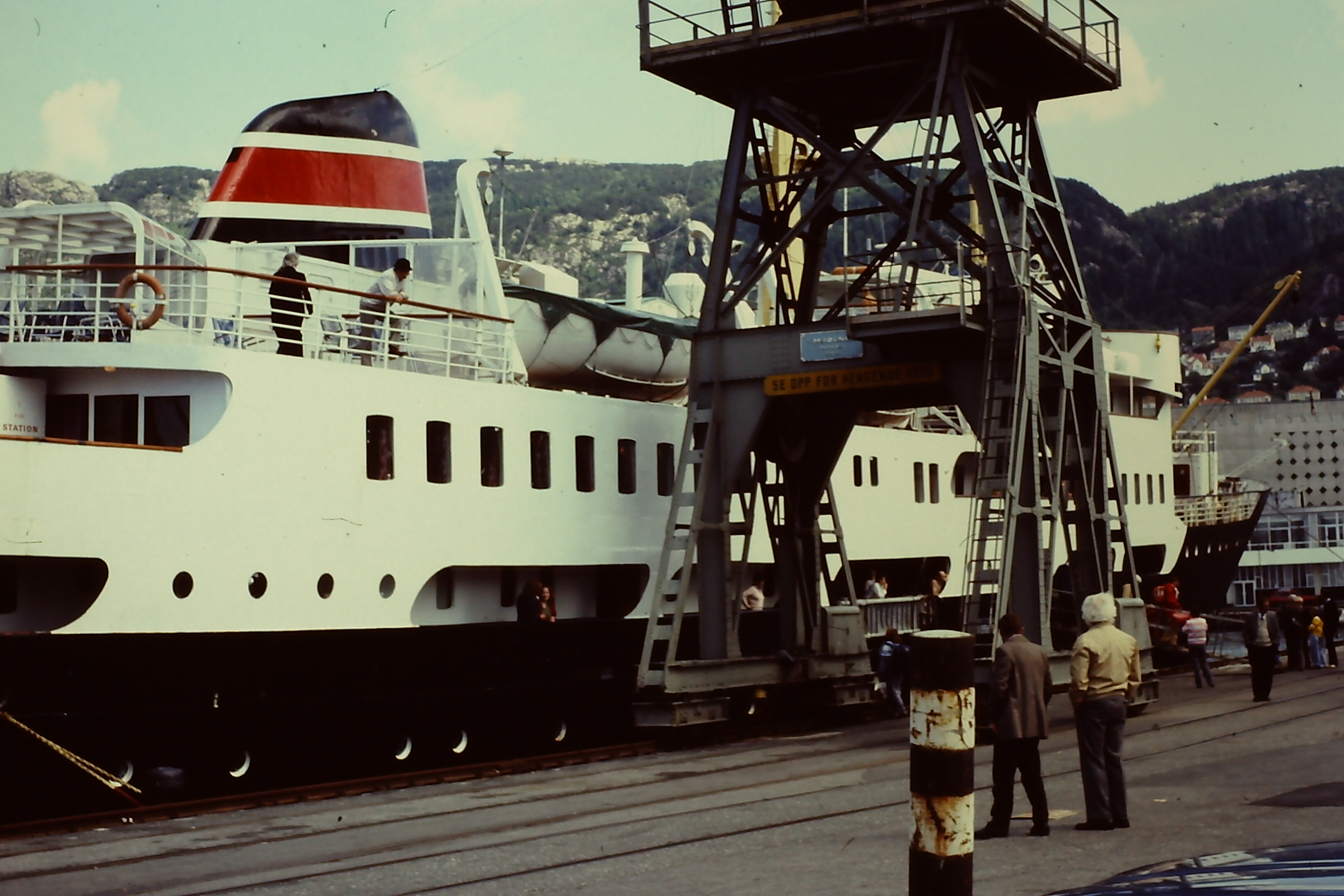
Das Hurtigrutenschiff Ragnvald Jarl mit der NFDS-Schornsteinmarke

Det Nordenfjeldske Dampskibsselskab (NFDS) war eine norwegische Reederei. 
Sie wurde am 28. Januar 1857 in Trondheim gegründet und bestand bis in das Jahr 1989. Nach ihrer Gründung im Jahr 1857 betrieb die Reederei zahlreiche Fracht- und Passagierschiffsrouten im In- und Ausland. Mit der Det Bergenske Dampskibsselskab (BDS) kooperierte sie einerseits auf der Linie Bergen - Hamburg und im Südamerika-Dienst, andererseits waren sie im Küstenverkehr und auf dem Frachtsektor Konkurrenten.
Die Reederei zählte darüber hinaus, ebenso wie die BDS, zu den wichtigsten Reedereien der Hurtigruten.
Im Jahr 1984 übernahm die Norcem-Gruppe die Aktienmehrheit an der Reederei und benannte sie zunächst in  Nordenfjeldske Shipping um, bevor sie zusammen mit der ebenfalls übernommenen BDS ein Jahr später, im Jahr 1985, an die A/S Kosmos weiterverkauft wurde. Das eigentliche Reedereigeschäft wurde zerschlagen und die Hurtigrutenschiffe gingen im Jahr 1989 zusammen mit den Schiffen der BDS an die Troms Fylkes Dampskibsselskap (TFDS). Im August 1989 endete somit der Reedereibetrieb unter der Flagge der NFDS.